# Coppinsidea
Coppinsidea is een geslacht van korstmossen behorend tot de familie Ramalinaceae. De typesoort is Coppinsidea sphaerella.

## Soorten
Volgens Index Fungorum bevat het geslacht twee soorten (peildatum december 2021):
| Soortnaam              | Auteur(s)                           | Publicatiejaar |
| ---------------------- | ----------------------------------- | -------------- |
| Coppinsidea sphaerella | (Hedl.) S.Y. Kondr., Farkas & Lőkös | 2019           |
| Coppinsidea vainioana  | S.Y. Kondr., E. Farkas & Lőkös      | 2019           |